# Otto Ketting
Otto Ketting (født 3. september 1935 i Amsterdam – død 13. december 2012 i Den Haag) var en hollandsk komponist og lærer. Hans far Piet Ketting (1904-1984) var også en komponist.
Ketting studerede musik hos bl.a. Karl Amadeus Hartmann i München. Han var lærer fra (1967-1971) på Rotterdams konservatorium.
Han har skrevet seks symfonier, operaer, kammermusik, balletmusik og filmmusik.

## Udvalgte værker
- Symfoni nr. 1 (1959) (tolvtoneteknik) - for orkester
- Symfoni nr. 2 (1978) - for saxofon og orkester
- Symfoni nr. 3 (1990) - for orkester
- Symfoni nr. 4 (2007) - for orkester
- Symfoni nr. 5 (2009) (Kammersymfoni) - for kammerorkester
- Symfoni nr. 6 (2012) - for orkester
- Sinfonietta (1954) - for orkester
- Kammerkoncert (2005) - for lille strygerorkester
- "Adagio" (1989) - for orkester
- "Passacaglia" (1957) - for orkester
- "Den sidste besked" (1962) - opera
- "Tåber" (1974) – opera
- "Ithaka" (1986) – opera
- "Serenade" (1957) – for cello og klaver